# Mostich

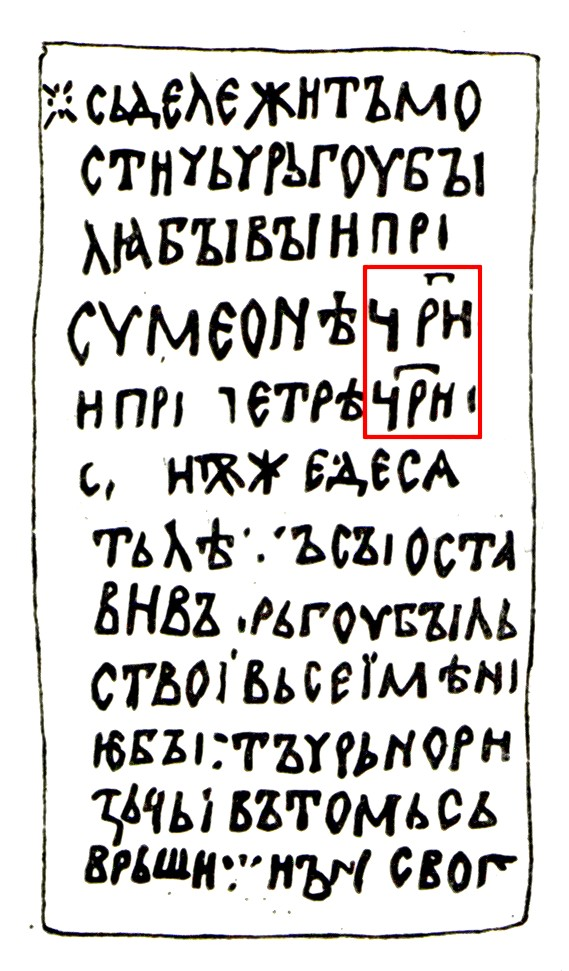
Inscripción de Mostich

Mostich (en búlgaro: Мостич, antiguo búlgaro: МОСТИЧЬ) fue un oficial de alto rango en el Primer Imperio Búlgaro del siglo X, durante el reinado de Simeón I y Pedro I. Llevó el título de Ichirgu-boil y lo más probable es que fuera el comandante de la guarnición de la capital de Preslav.
Mostich es conocido por un epígrafe antiguo del siglo X en una iglesia búlgara (ahora conocida como "Iglesia Mostich") en la zona Selishte de Preslav, en ese entonces era el centro urbano de la capital búlgara. El texto fue descubierto en 1952 por el profesor Stancho Vaklinov y se conserva en el Museo Arqueológico Nacional. La inscripción es un epitafio a Mostich, lo que indica que fue sepultado en la iglesia, sus restos fueron encontrados también, revelando que era relativamente bajo (165-170 cm). El texto es notable por ser la fuente más antigua que cita la palabra "zar".
Dice lo siguiente:

сьде лежитъ мо-
стичь чрьгоубъɪ-
ля бъɪвъɪи при
сумеонѣ цр҃и
и при петрѣ цр҃и
ос(м)иѭ же десѧ-
ть лѣтъ съɪ оста-
вивъ чрьгоубъɪлъ-
ство ї вьсе їмѣн-
иѥ бъɪстъ чрьнори-
зьць ї въ томь съ-
връши жизнь своѭ.

Aquí yace Mostich, quien fue un ichirgu-boil durante el zar Simeón y durante el zar Pedro. A los 80 años, dejando su puesto y la propiedad de lado, se convirtió en monje y así terminó su vida.